# Hironari Iwamoto
Pour les articles homonymes, voir Iwamoto.
Hironari Iwamoto (岩元 洋成, Iwamoto Hironari) est un footballeur japonais né le 27 juin 1970. Il évoluait au poste de défenseur.